# Megachile moureana
Megachile moureana is een vliesvleugelig insect uit de familie Megachilidae. De wetenschappelijke naam van de soort is voor het eerst geldig gepubliceerd in 2002 door Silveira et al..